# Lingig
Lingig is een gemeente in de Filipijnse provincie Surigao del Sur op het eiland Mindanao. Bij de laatste census in 2007 had de gemeente bijna 24 duizend inwoners.

## Geografie

### Bestuurlijke indeling
Lingig is onderverdeeld in de volgende 18 barangays:
| - Anibongan - Barcelona - Bogak - Bongan - Handamayan - Mahayahay - Mandus - Mansa-ilao - Pagtila-an | - Palo Alto - Poblacion - Rajah Cabungso-an - Sabang - Salvacion - San Roque - Tagpoporan - Union - Valencia |

## Demografie
Lingig had bij de census van 2007 een inwoneraantal van 23.714 mensen. Dit zijn 2.773 mensen (10,5%) minder dan bij de vorige census van 2000. De gemiddelde jaarlijkse groei komt daarmee uit op -1,51%, hetgeen geheel afwijkt van het landelijk jaarlijks gemiddelde over deze periode (2,04%). Vergeleken met de census van 1995 is het aantal mensen met 237 (1,0%) toegenomen.

De bevolkingsdichtheid van Lingig was ten tijde van de laatste census, met 23.714 inwoners op 305,17 km², 76,9 mensen per km².